# Mikayla Colegrave
Mikayla Colegrave (2002) es una deportista zimbabuense que compite en triatlón. Ganó una medalla de plata en el Campeonato Africano de Triatlón de 2019 en la prueba de relevo mixto.

## Palmarés internacional
| Campeonato Africano | Campeonato Africano  | Campeonato Africano | Campeonato Africano |
| Año                 | Lugar                | Medalla             | Prueba              |
| ------------------- | -------------------- | ------------------- | ------------------- |
| 2019                | Shandrani (Mauricio) | Medalla de plata    | Relevo mixto        |